# نوردرووهردن
نوردرووهردن (به آلمانی: Norderwöhrden) یک شهر در آلمان است که در دیمارشن واقع شده‌است. نوردرووهردن ۲۸۶ نفر جمعیت دارد.